# Северная (Башкортостан)
Северная (баш. Северная) — деревня в Стерлитамакском районе Республики Башкортостан Российской Федерации. Входит в состав Октябрьского сельсовета.

## География

### Географическое положение
Расстояние до:
- районного центра (Стерлитамак): 25 км,
- центра сельсовета (Октябрьское): 3 км,
- ближайшей ж/д станции (Стерлитамак): 37 км.

## История
До 9 февраля 2008 года называлась Деревней Северного отделения Октябрьского сельсовета.

## Население
| 2002 | 2009 | 2010 |
| ---- | ---- | ---- |
| 336  | ↗340 | ↘337 |